# Amtsgericht Landsberg am Lech

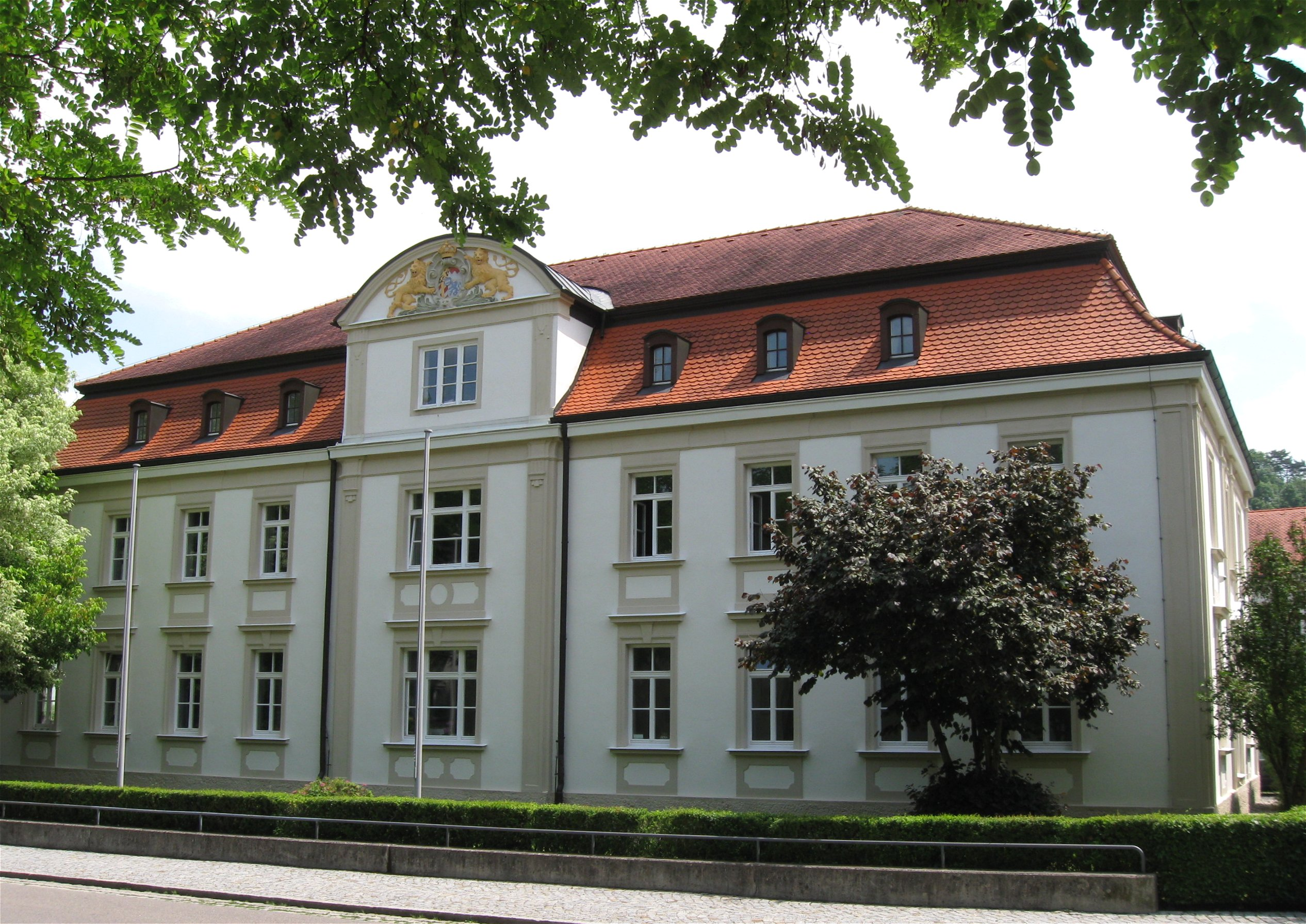
Amtsgericht Landsberg am Lech

Das Amtsgericht Landsberg am Lech ist eines von 73 Amtsgerichten in Bayern und ein Gericht der ordentlichen Gerichtsbarkeit. Der Hauptsitz befindet sich in der Lechstraße 7 in Landsberg am Lech.

## Geschichte
Ein Pfleggericht bzw. Landgericht wurde bereits 1270 bzw. 1280 in Urkunden erwähnt. Anlässlich der Einführung des Gerichtsverfassungsgesetzes am 1. Oktober 1879 wurde in Landsberg ein Amtsgericht errichtet, dessen Sprengel dem des vorhergehenden Landgerichtsbezirks älterer Ordnung entsprach.
Das Gebäude in dem sich der Hauptsitz des Amtsgerichts befindet, welches heute unter Denkmalschutz steht, wurde in den Jahren 1898/99 im neobarocken Stil am westlichen Rand der Altstadt erbaut. Der Gebäudekomplex ist U-förmig angelegt und besteht aus dem Hauptgebäude, dem Rückgebäude und einem Verbindungsbau, in dem sich auch mehrere Sitzungssäle befinden. Das Rückgebäude wurde in der Vergangenheit auch als Gefängnis genutzt. Im Jahr 1987 wurde das Landbauamt Weilheim mit der Planung des Umbaus und der Erweiterung des Gerichts beauftragt. Im Zuge der Baumaßnahmen wurde der Bau renoviert, ein Sitzungssaal und eine Zeugenwartezone geschaffen sowie das Dachgeschoss teilweise ausgebaut. Um weitere Arbeitsräume zu schaffen, wurde das Rückgebäude nach Süden erweitert.
Die Baumaßnahme konnten am 1. Oktober 1992 mit der Einweihung des Erweiterungsbaus abgeschlossen werden.

## Zuständigkeitsbereich
Das Amtsgericht Landsberg am Lech ist für den Landkreis Landsberg am Lech zuständig und gehört zum Landgerichtsbezirk Augsburg. Es werden dort Zivil-, Familien- und Strafsachen verhandelt.
Folgende Angelegenheiten fallen in den Zuständigkeitsbereich anderer Gerichte:
- Genossenschaftsregister (Amtsgericht Augsburg)
- Handelsregister (Amtsgericht Augsburg)
- Insolvenzverfahren (Amtsgericht Augsburg)
- Vereinsregister (Amtsgericht Augsburg)
- Zwangsversteigerung (Amtsgericht Augsburg)